# NHKこどもミュージカル
NHKこどもミュージカルは、NHKでテレビ放送されていたこども向けミュージカル。

## 概要
1973年、2代目NHKホール（東京都渋谷区神南）の落成を記念して企画されたNHKのイベント。
1970年代・1980年代は、夏休みの子どもたちをNHKホールに招いて公演したミュージカルをNHK総合テレビで録画放送（後に地方公演も開催・放送）。
2000年から2011年までは、NHKホールで公演した劇団四季のミュージカルを毎年1作品、NHK教育テレビで放送していた。

## 作品リスト
| 作品名                                        | 放送日時            | 放送日時        |
| --------------------------------------------- | ------------------- | --------------- |
| 王様の耳はロバの耳                            | 1973年8月11日       | 土曜19:20-20:00 |
| ゆかいなどろぼうたち                          | 1973年8月25日・26日 | 土日18:00-18:40 |
| ふたりのロッテ                                | 1974年8月16日       | 金曜19:30-20:55 |
| キューちゃんの瞳                              | 1974年8月24日・25日 | 土日18:00-18:40 |
| 雪ん子                                        | 1975年8月24日       | 日曜17:40-18:50 |
| 吉ちょむさんの龍退治                          | 1975年9月6日        | 土曜15:30-16:30 |
| ブレーメンの音楽隊                            | 1976年8月25日・26日 | 水木18:05-18:40 |
| ユタとふしぎな仲間たち                        | 1977年8月20日・21日 | 土日18:00-18:40 |
| 王様の耳はロバの耳                            | 1978年8月12日・13日 | 土日18:00-18:40 |
| ハーメルンの笛吹き                            | 1978年8月19日・20日 | 土日18:00-18:40 |
| うかれバイオリン                              | 1979年8月24日・25日 | 土日18:00-18:40 |
| 船乗りクプクプの冒険                          | 1979年9月1日・2日   | 土日18:00-18:40 |
| 冒険者たち ガンバとその仲間                   | 1980年8月22日・23日 | 土日18:00-18:40 |
| ザ・キッズ 大いなる海へ                       | 1980年8月30日・31日 | 土日18:00-18:40 |
| 杜子春                                        | 1981年8月17日・18日 | 月火18:00-18:40 |
| 王子とこじき                                  | 1981年8月24日・25日 | 月火18:00-18:40 |
| 人間になりたがった猫                          | 1981年11月28日      | 土曜17:20-18:45 |
| 嵐の中の子どもたち                            | 1982年8月28日       | 土曜17:25-18:45 |
| どうぶつ会議                                  | 1983年8月27日       | 土曜17:30-18:44 |
| ユタと不思議な仲間たち                        | 1983年11月12日      | 土曜17:30-18:44 |
| 魔法をすてたマジョリン                        | 1984年8月25日       | 土曜17:15-18:45 |
| ふたりのロッテ                                | 1984年11月24日      | 土曜14:10-15:40 |
| エルリック・コスモスの239時間                 | 1985年9月7日        | 土曜17:15-18:44 |
| 桃次郎の冒険                                  | 1985年11月30日      | 土曜17:15-18:44 |
| キュルトヘンの帽子 グリムの国のジグソーパズル | 1985年12月30日      | 月曜17:20-18:30 |
| むかしむかしゾウがきた                        | 1987年8月23日       | 日曜17:05-18:40 |

| 作品名                 | 放送日時       | 放送日時        |
| ---------------------- | -------------- | --------------- |
| ふたりのロッテ         | 2000年11月23日 | 木曜09:00-10:40 |
| はだかの王様           | 2001年11月3日  | 土曜09:00-10:45 |
| 人間になりたがった猫   | 2002年11月4日  | 月曜10:20-12:00 |
| 青い鳥                 | 2003年9月15日  | 月曜09:55-12:00 |
| 桃次郎の冒険           | 2004年11月23日 | 火曜10:00-11:30 |
| 魔法をすてたマジョリン | 2005年12月31日 | 土曜09:00-10:50 |
| ジョン万次郎の夢       | 2006年12月23日 | 土曜10:00-11:40 |
| ユタと不思議な仲間たち | 2007年11月23日 | 金曜10:00-11:40 |
| 人間になりたがった猫   | 2008年12月23日 | 火曜09:00-10:40 |
| エルコスの祈り         | 2009年12月23日 | 水曜09:00-10:40 |
| 嵐の中の子どもたち     | 2010年12月23日 | 木曜09:00-10:40 |
| 雪ん子                 | 2011年10月10日 | 月曜08:45-10:15 |